# 草木樨
草木樨也叫臭苜蓿、香苜蓿，是豆科草木樨属植物，分布于东亚和北亚。《中国植物志》把草木樨和黄香草木樨并为一种，但分子生物学研究并不支持这一处理。